# Eulycia apysta
Eulycia apysta är en fjärilsart som beskrevs av Louis Beethoven Prout 1938. Eulycia apysta ingår i släktet Eulycia och familjen mätare. Inga underarter finns listade i Catalogue of Life.